# Пол Ерліх
Пол Ральф Ерліх (англ. Paul Ralph Ehrlich; 29 травня 1932) — американський біолог і викладач, професор департаменту біологічних наук в Стенфордському університеті. За освітою ентомолог, що спеціалізується на лускокрилих. Він також є відомим екологом і демографом. Найбільш відомий своїми застереженнями щодо ризиків популяційного зростання і обмежених ресурсів. Ерліх отримав найбільшу популярність після публікації в 1968 році книги «Популяційна бомба». З того часу багато що з його пророкувань отримали більш оптимістичний розвиток, зокрема, популяційне зростання сповільнилося і з'явилися нові технології виробництва продовольства. Проте, Ерліх дотримується своєї основної тези про те, що популяція людей занадто велика і є прямою загрозою виживання як людства, так і навколишнього середовища планети.
У 2011 році, після того, як населення Землі перевищило 7 мільярдів людей, Ерліх зазначив, що наступні два мільярди завдадуть більших збитків середовищу, оскільки нам доводиться використовувати методи видобутку ресурсів, які завдають все більшої шкоди.

## Біографія
Пол Ерліх народився у Філадельфії, Пенсільванія (США). Він здобув ступінь бакалавра з зоології в Пенсільванському університеті в 1953 році і докторський ступінь в Канзаському університеті в 1957 році, де його керівником був відомий дослідник бджіл Чарлз Міченер. У 1959 році увійшов до викладацького складу Стенфорда, а в 1966 році став професором біології. Крім цього Ерліх є членом Американської асоціації сприяння розвитку науки, Американської академії мистецтв і наук і Національної академії наук США.
У 1987 році отримав відзнаку Society for Conservation Biology.
Підписав «Попередження науковців людству» (1992).

## Парі Ерліха з Саймоном
Економіст  Джуліан Саймон  стверджував, що перенаселення саме по собі не є проблемою, і людство зможе адаптуватися до умов, що змінюються. Саймон вважав, що в довгостроковій перспективі людська креативність буде постійно покращувати рівень життя, і по суті ресурси Землі безмежні («сировина завжди дешевше праці»). Ерліх назвав Саймона лідером економістів «карго-культу часів космічної ери», які вважають, що нові ресурси будуть з'являтися магічним чином, і затвердив свою позицію, що популяційне зростання виснажує запаси їжі, чистої води і мінералів.

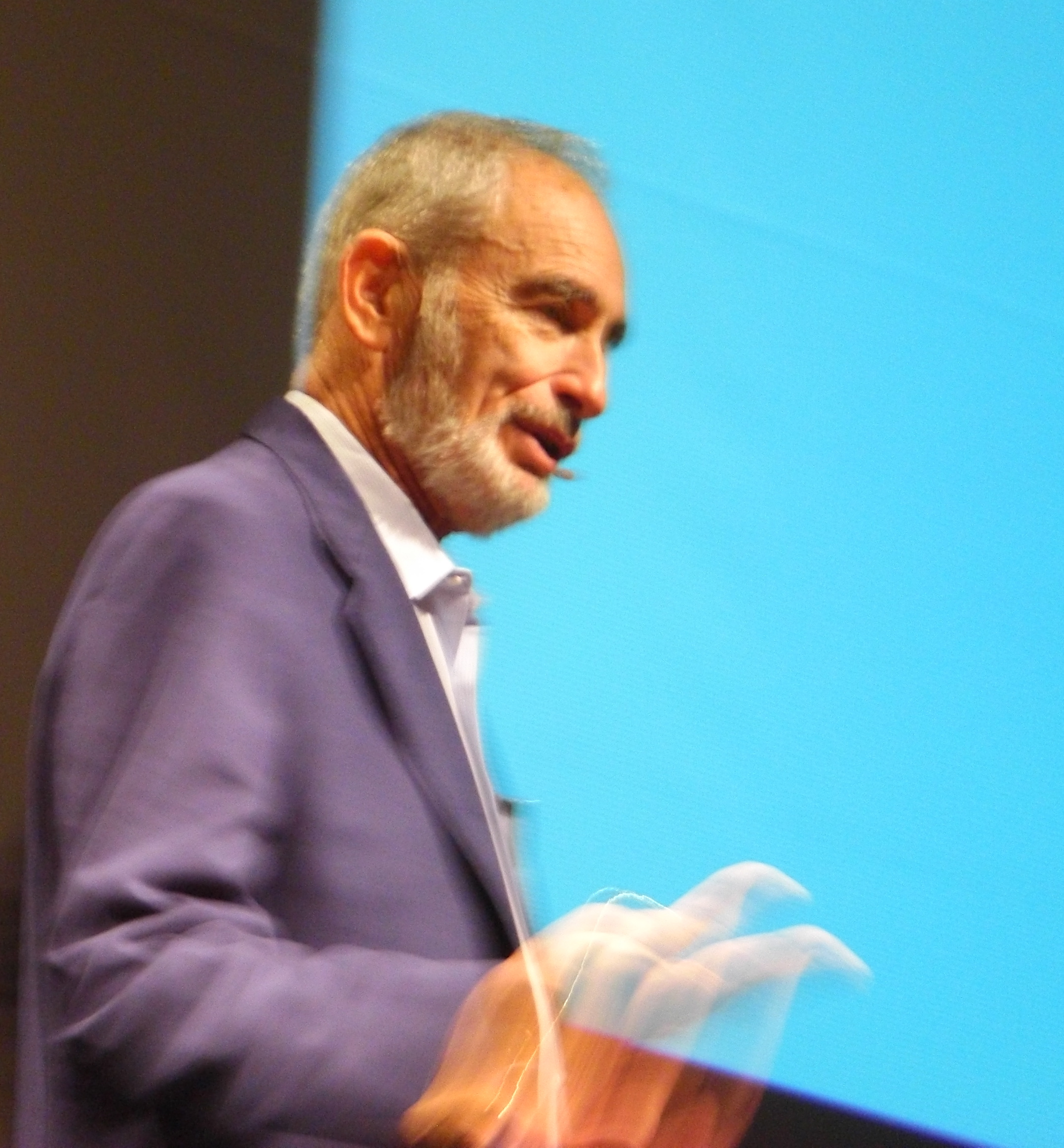
Пол Ерліх в 2008 році

Ця суперечка спричинила  парі Ерліха з Саймоном  в 1980 році. Ерліх стверджував, що протягом десятиліття ціни на обраний ним набір металів збільшаться, але в підсумку програв це парі Саймону, оскільки завдяки науково-технічному прогресу їм з'явилися альтернативи:
- Штучний корунд майже замінив карбід вольфраму в металообробці;
- Електропроводку стали робити не тільки з відносно дорогої міді, а й з більш дешевого алюмінію, а поява волоконно-оптичного зв'язку зменшило споживання міді в телекомунікаціях;
- Витрати олова на лудіння (наприклад, консервних банок) знизилися завдяки новим лаковим покриттям;
- Попит на нікель і хром знизився через прогрес у технологіях зміцнення матеріалів і появу нових сплавів.

Пізніше економісти показали, що в більшості десятирічних періодів останнього століття Ерліх виграв би це парі.

#### Ресурси Інтернету
- Paul Ehrlich